# Předhradí
Předhradí (en allemand : Richenburg ou Reichenburg) est une commune du district de Chrudim, dans la région de Pardubice, en République tchèque. Sa population s'élevait à 399 habitants en 2022.

## Géographie
Předhradí se trouve à 7 km au sud du centre de Luže, à 22 km au sud-est de Chrudim, à 30 km au sud-sud-est de Pardubice et à 118 km à l'est-sud-est de Prague.
La commune est limitée par Skuteč à l'ouest, au nord et au nord-est, par Proseč à l'est, par Skuteč au sud-est et par Pokřikov au sud.

## Histoire
La première mention écrite de la localité date de 1468.

## Administration
La commune se compose de deux sections :
- Dolívka
- Předhradí

## Transports
Par la route, Předhradí se trouve à 4 km de Skuteč, à 25 km de Chrudim, à 36 km de Pardubice et à 149 km de Prague. 